# Elecciones provinciales de Santiago del Estero de 1928
Las elecciones provinciales de Santiago del Estero de 1928 se realizaron el domingo 1 de abril del mencionado año con el objetivo de restaurar las instituciones democráticas constitucionales y autónomas de la provincia luego de la intervención federal decretada por el gobierno de Marcelo Torcuato de Alvear en enero contra el gobierno saliente de Domingo Medina. Fueron las cuartas elecciones bajo la Ley Sáenz Peña, que garantizaba el voto secreto, así como las primeras elecciones directas para gobernador de la provincia tras la abolición del sistema de Colegio Electoral por medio de una reforma constitucional. Se celebraron al mismo tiempo que las elecciones presidenciales y legislativas en el resto de Argentina.
La Unión Cívica Radical, partido gobernante a nivel nacional encabezado por Hipólito Yrigoyen, presentó la candidatura de Santiago Maradona tras una ajustada definición en la convención del partido, en la que Maradona se impuso por solo dos votos ante Santiago Corvalán. Por su parte, la Unión Cívica Radical Unificada, aliada con los partidos conservadores provinciales, presentó la candidatura de Juan Bautista Castro. Los restos del espacio del antipersonalismo, del exgobernador medina, sostuvieron la candidatura del coronel Justiniano de la Zerda.
En coincidencia con la resonante reelección de Yrigoyen a nivel nacional, Maradona obtuvo un triunfo holgado con el 50,21% de los votos contra el 42,71% de Castro y el 7,08% de De la Zerda, resultando de este modo elegido gobernador. Sin embargo, no completó su mandato constitucional ya que fue depuesto por el golpe de Estado del 6 de septiembre de 1930, que derrocaría a Yrigoyen e instauraría una dictadura militar, interviniendo todas las provincias gobernadas por el radicalismo.